# Amoroto
Amoroto város Spanyolországban,  Bizkaia tartományban. Amoroto Mendexa, Berriatua, Markina-Xemein, Aulesti, Gizaburuaga és Ispaster községekkel határos. Lakosainak száma 394 fő (2024).

## Népesség
A település lakosságának változását az alábbi diagram mutatja:
| Lakosok száma | 367  | 370  | 409  | 408  | 405  | 417  | 425  | 410  | 398  | 394  |
|               | 2001 | 2004 | 2007 | 2009 | 2012 | 2014 | 2017 | 2019 | 2022 | 2024 |